# ليه ويست
ليه ويست (بالإنجليزية: Les West)‏ هو دراج بريطاني، ولد في 11 نوفمبر 1943 في هانلي في المملكة المتحدة.

## وصلات خارجية
- ليه ويست على موقع أرشيف الدراجات (الإنجليزية)
- ليه ويست على موقع إحصائيات الدراجات الإحترافية (الإنجليزية)
- ليه ويست على موقع أوليمبيديا (الإنجليزية)